# Gaston Carraud
Michel-Gaston Carraud (* 20. Juli 1864 in Le Mée-sur-Seine; † 15. Juni 1920 in Paris) war ein französischer Komponist und Musikkritiker.
Carraud begann seine musikalische Ausbildung an der École Monge, die Schüler wie Albéric Magnard, Charles Koechlin, Jacques Pillois, André Caplet und Gabriel Bender vorzuweisen hatte. Er studierte dann am Conservatoire de Paris Komposition bei Jules Massenet und gewann 1890 den Ersten Premier Grand Prix de Rome mit der lyrischen Szene Cléopâtre nach einem Text von Fernand Beissier.
Er komponierte weiterhin die sinfonische Dichtung La Chevauchée de la chimère, Les Nuits nach Gedichten von Alfred de Musset und die Ouvertüre Buona Pasqua. Seit 1905 wirkte er vorrangig als Musikkritiker für die Zeitschrift La Liberté. 1921 erschien in Paris sein Buch La vie, l’œuvre et la mort d’Albéric Magnard (1865–1914). 
| Personendaten    | Personendaten                               |
| ---------------- | ------------------------------------------- |
| NAME             | Carraud, Gaston                             |
| ALTERNATIVNAMEN  | Carraud, Michel-Gaston (vollständiger Name) |
| KURZBESCHREIBUNG | französischer Komponist und Musikkritiker   |
| GEBURTSDATUM     | 20. Juli 1864                               |
| GEBURTSORT       | Le Mée-sur-Seine                            |
| STERBEDATUM      | 15. Juni 1920                               |
| STERBEORT        | Paris                                       |